# 菊池敏行
菊池 敏行（きくち としゆき、1946年10月11日 - 2018年2月26日）は、元日本の政治家、実業家。自由民主党所属の茨城県議会議員（5期）。元日立乳業株式会社代表取締役。

## 来歴
茨城県出身。千葉商科大学商経学部卒業。1998年の茨城県議会議員選に出馬し、初当選を
果たす。党県連政調会長、情報委員会委員長、茨城県議会副議長等を歴任。 2017年3月 第109代茨城県議会議長に就任。2018年2月26日午前6時43分、呼吸不全のため自宅で死去。71歳没。